# 오상진
오상진(吳尚津, 본래 1980년 2월 15일 ~ )은 대한민국의 아나운서이자 MC이다.

## 생애
- 울산광역시에서 태어났다.
- 2006년 MBC 24기 공채 아나운서로 입사하였다.
- 2013년에 MBC를 퇴사하고 프리랜서를 선언한 후 프레인TPC로 선임하여 이적하였다.
- 이후 계약이 종료되자 2017년 3월 YG 엔터테인먼트로 이적하였다.
- 2019년 4월 계약이 종료된 이후 아내 김소영이 소속된 아이오케이컴퍼니로 이적하였다.
- 이후 2021년 5월경에 실시된 아이오케이 컴퍼니(IOK 컴퍼니) 구조조정으로 신생 연예기획사인 블리스 엔터테인먼트(현 초록뱀 ENM)으로 적을 옳긴 것으로 확인된다[2]

## 학력
- 삼신초등학교 (졸업)
- 대현중학교 (졸업)
- 학성고등학교 (졸업)
- 연세대학교 상경대학 경영학과 (졸업)

## 동료 관계
- 송중기
- 이동휘
- 차예련
- 박하나
- 박은석
- 정겨운
- 현빈
- 김다현
- 홍은희

## 출연작

### 드라마
- 2008년 MBC 일일시트콤 《그분이 오신다》 ... 아나운서 오상진 역
- 2009년 MBC 일일시트콤 《지붕뚫고 하이킥!》 ... 박지성 역
- 2011년 MBC 수목드라마 《최고의 사랑》 ... MC역 (특별출연)
- 2013년 MBC 단막극 《드라마 페스티벌 - 소년, 소녀를 다시 만나다》 ... 사회자 역 (특별출연)
- 2013년~2014년 SBS 드라마스페셜 《별에서 온 그대》 ... 유석 역
- 2014년 MBC 드라마넷 웹드라마 《스웨덴 세탁소》 ... 김은철 역
- 2014년 MBC 단막극 《드라마 페스티벌 - 원녀일기》 ... 사또 역
- 2015년 SBS 주말극장 《떴다! 패밀리》 ... 정준아 역
- 2015년 TV조선 웹드라마 《로스:타임:라이프》 ... 캐스터 역
- 2015년 KBS2 단막극 《드라마 스페셜 - 귀신은 뭐하나》 ... 서준혁 역
- 2016년 SBS 주말드라마 《그래, 그런거야》 ... 성지일 역
- 2017년 MBC 월화드라마 《20세기 소년소녀》 ... 강경석 역

### 영화
- 2012년 《공모자들》 ... 경찰서 취재기자 역 (우정출연)
- 2014년 《관능의 법칙》 ... 현승 촬영장 MC 역 (특별출연)
- 2021년 《새해전야》 ... 라디오DJ / 리포터 역 (특별출연)

### 라디오 프로그램(진행, 출연)
- 2006년 MBC FM4U 《윤종신의 두시의 데이트》
- 2009년 ~ 2011년 MBC FM4U 《굿모닝FM 오상진입니다》
- 2015년 EBS FM 《EBS 책 읽는 라디오 낭독 시리즈》

### 텔레비전 프로그램

#### MC
- MBC 《MBC 모닝쇼! 최윤영과 네남자》 (2006년)
- MBC 《생방송 화제집중》 (2006년)
- MBC 《일요일 일요일 밤에 - 검색대왕》 (2006년)
- MBC 《말달리자》 (2006년 5월 1일 ~ 2007년 4월 15일)
- MBC 《일요일 일요일 밤에 - 경제야 놀자》 (2007년 3월 25일 ~ 2008년 4월 13일)
- MBC 《네버엔딩스토리》 (2008년 2월 13일 ~ 2009년 1월 21일)
- MBC 《제26회 MBC 창작동요제》 (2008년 5월 5일)
- MBC 《2008 MBC 대학가요제》 (2008년 10월 4일)
- MBC 《스타 시크릿》 (2009년 10월 19일)
- MBC 《환상의 짝꿍》(2007년 4월 22일 ~ 2009년 11월 22일)
- MBC 《리얼매치! 국가대표 하이킥》 (2010년 9월 22일)
- MBC 《2010 청춘 알까기 제왕전》 (2010년 9월 23일)
- MBC 《퀴즈쇼 레인보우》 (2010년)
- MBC 《미라클》 (2010년 11월 1일 ~ 2011년 5월 30일)
- MBC 《우리들의 일밤 - 아나운서 공개채용 신입사원》 (2011년 3월 6일 ~ 2011년 6월 26일)
- MBC 《사소한 도전 60초 》(2011년 6월 12일 ~ 2011년 8월 7일)
- MBC 《댄싱 위드 더 스타》 (2011년 6월 10일 ~ 8월 26일)
- MBC 《불만제로》 (2006년 9월 28일 ~ 2012년 4월 18일)
- MBC 《찾아라! 맛있는 TV》 (2007년 3월 10일 ~ 2012년 1월 21일)
- MBC 《스타 오디션 위대한 탄생 2》 (2011년 9월 9일 ~ 2012년 3월 30일)
- XTM 《절대남자 시즌 3》 (2013년 5월 22일 ~ 2013년 8월 14일)
- JTBC 《미스코리아 비밀의 화원》 (2013년 7월 14일 ~ 2013년 10월 27일)
- Mnet 《댄싱9》 (2013년 7월 20일 ~ 2013년 10월 5일)
- tvN 《대학토론배틀 시즌 4》 (2013년 7월 28일 ~ 2013년 9월 1일)
- 올'리브 《한식대첩》 (2013년 9월 28일 ~ 2013년 11월 30일)
- Mnet 《댄싱9 시즌2》 (2014년 6월 13일 ~ 2014년 8월 15일)
- Mnet 《댄싱9 시즌3》 (2015년 4월 3일 ~ 2015년 6월 5일)
- TvN SHOW 《프리한 19》 (2016년 5월 9일 ~ )
- 스카이 드라마 《여행가.방》 (2017년 11월 15일 ~ )
- KBS2 《슈퍼맨이 돌아왔다》 (2018년 5월 27일 ~ 2018년 7월 8일)
- MBC 《MBC 파워매거진》 (2019년 4월 12일 ~ 2019년 10월11일 )
- KBS2 《일자리 천국 굿잡》 (2019년 10월 29일 ~ 2019년 11월 5일)
- 서울특별시 《보신각 제야의 종》 (2024년 12월 31일)

#### 고정 패널
- 2012년 MBC 《코이카의 꿈》
- 2014년 SBS 《SNS 원정대 일단 띄워》
- 2014년 JTBC 《학교 다녀오겠습니다》
- 2014년 tvN 《언제나 칸타레》
- 2015년 KBS2 《우리동네 예체능》
- 2015년 tvN 《언제나 칸타레 시즌2》
- 2015년 tvN 《내방의 품격》
- 2016년 O tvN 《비밀 독서단 시즌 2》
- 2017년 ~ 2023년 JTBC 《차이나는 클라스 - 질문 있습니다》
- 2017년 tvN 《신혼일기 시즌2》
- 2019년 tvN 《서울메이트 3》
- 2019년 KBS2《옥탑방의 문제아들》-게스트(with 김소영)
- 2022년 10월10일-: SBS 《동상이몽2》-고정가족 (with 배우자 김소영+장녀 오수아)

### 내레이션
- JTBC 《다큐 플러스》 5회 : 노툴리눔 톡신의 두 얼굴 (2018년 3월 25일) - 출연·내레이션
- JTBC 《다큐 플러스》 8회 : 세계 속 초일류를 말하다 (2018년 4월 15일)
- JTBC 《다큐 플러스》 14회 : 전기차, 세계의 내일을 달리다 (2018년 6월 3일)

## 수상
- 2006년 MBC 방송연예대상 쇼버라이어티부문 남자신인상
- 2007년 MBC 방송연예대상 아나운서상부문
- 2007년 앙드레김 베스트 스타 어워드
- 2007년 코리아 베스트 드레서 방송인부문 수상
- 2009년 MBC 연기대상 아나운서상
- 2009년 보건복지부 장관 유관 표창
- 2011년 MBC 방송연예대상 시사교양부문 특별상
- 2023년 SBS 연예대상 남자 우수상

## 홍보 대사
- 2007년 국민건강보험공단 홍보대사
- 2009년 울산세계옹기문화엑스포 홍보대사
- 2010년 한국소비자원 홍보대사
- 2011년 울산광역시 교육청 교육홍보대사
- 2011년 F1 코리아 그랑프리 홍보대사
- 2013년 한국인체조직기증지원본부 조직기증 홍보대사
- 2013년 고용차별예방 홍보대사
- 2022-23년 질병관리청 코로나-19 추가 예방접종 독려캠페인 참여

## 광고
- 풀케어
- 농심 - 백산수
- 블랙박스 트랙샷
- 리스테린
- 동아타이어 엑스프로
- LF - 타운젠트
- LG유플러스 3밴드 LTE - 공항 편
- 보건복지부 국민건강보험 - 금연치료 편 / 만남은 쭉 건강은 쑥 편
- 수협은행 - 좋은 수가 있다!
- 동아제약 - 검가드